# 終身貴族
終身貴族（英語：Life peer），是英國貴族的一種。與一般貴族不同的是，終身貴族只限於個人，不能讓其子女世襲繼承，因此也被称为一代貴族。終身貴族由英国君主在英国首相建议下任命。現時的終身貴族由《1958年終身貴族法》所管制，爵位只限於男爵（除了愛丁堡公爵愛德華王子）。終身貴族的稱呼與勳爵一樣，而且都可以成為英国上议院的議員。成為終身貴族，可以選擇封邑，但這個「封邑」只是象徵仪式，一代貴族并没有获得税收权。

## 著名的終身貴族
- 戴卓爾夫人－前英國首相
- 戴维·卡梅伦－前英國首相
- 彭定康－第28任香港總督
- 衛奕信－第27任香港總督
- 麥理浩－第25任香港總督
- 鄧蓮如－前行政局首席議員、前貿易發展局主席、前菲臘牙科醫院管理局主席
- 愛德華王子－英王伊利沙伯二世之子